# 이타이이타이병
이타이이타이 병(일본어: イタイイタイ病 이타이이타이뵤[*], 영어: Itai-itai disease)은 문맥적으로 "아파아파"라는 의미의 일본어에서 유래된 것으로, 1912년 일본 도야마현의 진즈강 하류에서 발생한 대량의 카드뮴이 뼈에 축적되어 발생한 공해병을 말한다.
1955년 학회에 처음 보고되었으며, 1968년 일본정부에서는 '카드뮴에 의해 뼈 속 칼슘분이 녹아서 생긴 신장장애와 골연화증'이라고 발표했고, 그해 공해병으로 인정하였다. 원인은 미쓰이 금속주식회사 광업소에서 버린 폐광석에 포함된 카드뮴이 체내에 농축된 것이었으며, 칼슘부족, 골절, 골연화증을 일으킨다.
대한민국에서는 2004년 6월 경상남도 고성군 삼산면 병산마을에서 이타이이타이 병으로 의심되는 환자가 집단발생하였다.
비슷한 것으로는 온산병이 있다.

## 증상
이타이이타이 병의 증상은 주로 뼈에서 나타난다. 카드뮴은 철분대신 뼈에 흡수되어 칼슘의 흡수를 원천적으로 차단하며, 그로인한 뼈의 쇠약을 유발시킨다. 척추와 다리에서의 강한 고통이 주된 증상이라고 알려져 있으며, 고통으로 인한 기형적인 걸음걸이는 뼈의 기형을 유발시키고 결국 골절 등의 물리적 손상을 발생시키는 것으로 알려져 있다. 심지어는 기침만으로도 골절을 유발할 수 있다.
환자들은 뼈의 보편적 약화와 함께 골절이 발생하며, 기침, 빈혈, 심부전등의 기타합병증은 환자를 죽음에 이르게 한다. 이타이이타이 병은 나이든 폐경후 여성들에게서 현저한 유병률이 관찰되었으며, 이러한 원인에 대해서는 아직도 구체적인 원인이 알려지지 않았다.
최근의 연구에서는, 이러한 부분적인 칼슘의 영양실조에 대해서 나이든 여성들이 낮은 칼슘의 흡수를 보이기 때문일 것이라고 말하며, 또한 동물실험에서 연구자들은 카드뮴의 축적만으로는 이타이이타이 병의 증상 모두가 발현되지 않음을 지적하며, 카드뮴으로 인한 미토콘드리아의 손상이 다른 심각한 증세를 유발시킨다고 말하고 있다.

## 역사
러일 전쟁과 제1차 세계 대전 동안 원자재에 대한 수요 증가와 유럽의 새로운 채굴 기술 덕분에 광산 생산량이 증가하여 도야마에 있는 가미오카 광산은 세계 최대의 광산 중 하나가 되었다. 제2차 세계 대전 이전에는 생산량이 더욱 증가했다. 1910년부터 1945년까지 카드뮴은 채굴 작업을 통해 대량으로 방출되었고, 1912년경에 질병이 처음 나타났다.
1920년대에 아연 생산을 촉진하는 새로운 거품 부유 공정이 생성된 후 오염된 광미 폐기물의 수준이 증가했다. 거품 과정에서 형성된 미세 분말 광물 입자는 탈출하여 강 하류로 떠내려갔다. 이후 이러한 입자는 수생 식물, 벼 작물, 어류, 그리고 인간에 의해 흡수된 이온으로 산화되었다. 코미오카의 주요 아연 함유 광석인 스팔레라이트는 거의 항상 세계 유일의 주요 카드뮴 함유 광물인 그린카이트와 결합되어 있다. 이 때문에 카드뮴은 아연 광석 채굴 과정의 일반적인 부산물입니다. 1948년까지 카드뮴은 산업적 가치가 없다는 이유로 진즈강에 폐기물로 버려져 원소가 수역으로 방출되는 수준을 악화시켰다.
제2차 세계 대전 이전에는 미쓰이 광업 및 제련 회사가 관리하던 광산이 전시 수요를 충족시키기 위해 증가했다. 이로 인해 진즈강과 그 지류의 오염이 증가했다. 이 강은 주로 논의 관개뿐만 아니라 식수, 세탁, 낚시 및 하류 인구의 기타 용도로도 사용되었다.
주민들이 미쓰이 광업 및 제련 회사에 이 오염에 대해 불만을 제기하자 회사는 광산 폐수를 강으로 끌어들이기 전에 저장할 유역을 건설했다. 이는 효과가 없었고 이미 많은 사람들이 병에 걸린 상태였다. 중독의 원인은 잘 밝혀지지 않았으며 1946년까지는 단순히 지역 질병이나 일종의 박테리아 감염으로 여겨졌다.
1940년대와 1950년대에 질병의 원인을 찾기 위한 역학조사가 시작되었다. 처음에는 상류의 납 채굴로 인해 납 중독으로 예상되었다. 1955년에야 하기노 박사와 그의 동료들이 카드뮴을 질병의 원인으로 의심했다. 도야마현도 1961년 미쓰이 광업 및 제련의 가미오카 광업소가 카드뮴 오염을 일으켰고 가장 큰 피해를 입은 지역이 광산 하류 30킬로미터(19마일)라고 판단하여 조사를 시작했다. 1968년 일본 후생성는 카드뮴 중독으로 인한 이타이타이병의 증상에 대한 성명을 발표했다.
상수도의 카드뮴 수치가 감소함에 따라 신규 확진자 수가 감소했으며, 1946년 이후 신규 확진자는 기록되지 않았다. 최악의 증상을 보인 사람들은 도야마현에서 왔지만, 정부는 다른 5개 현에서 이타이타이병 환자를 발견했다.
1912년 이타이이타이가 처음 보고된 후 역학 조사에서 카드뮴 중독으로 인한 질병이라는 사실이 밝혀지는 데 55년이 걸렸다. 관료주의적 대응이 지연된 것은 일본 4대 공해병의 공통된 맥락이었다.
광산은 여전히 운영 중이며 카드뮴 오염 수준은 여전히 높다. 그러나 영양 개선과 의료 서비스 개선으로 인해 이타이-이타이 질병의 발생이 줄어들었다.

### 진즈강의 카드뮴 오염

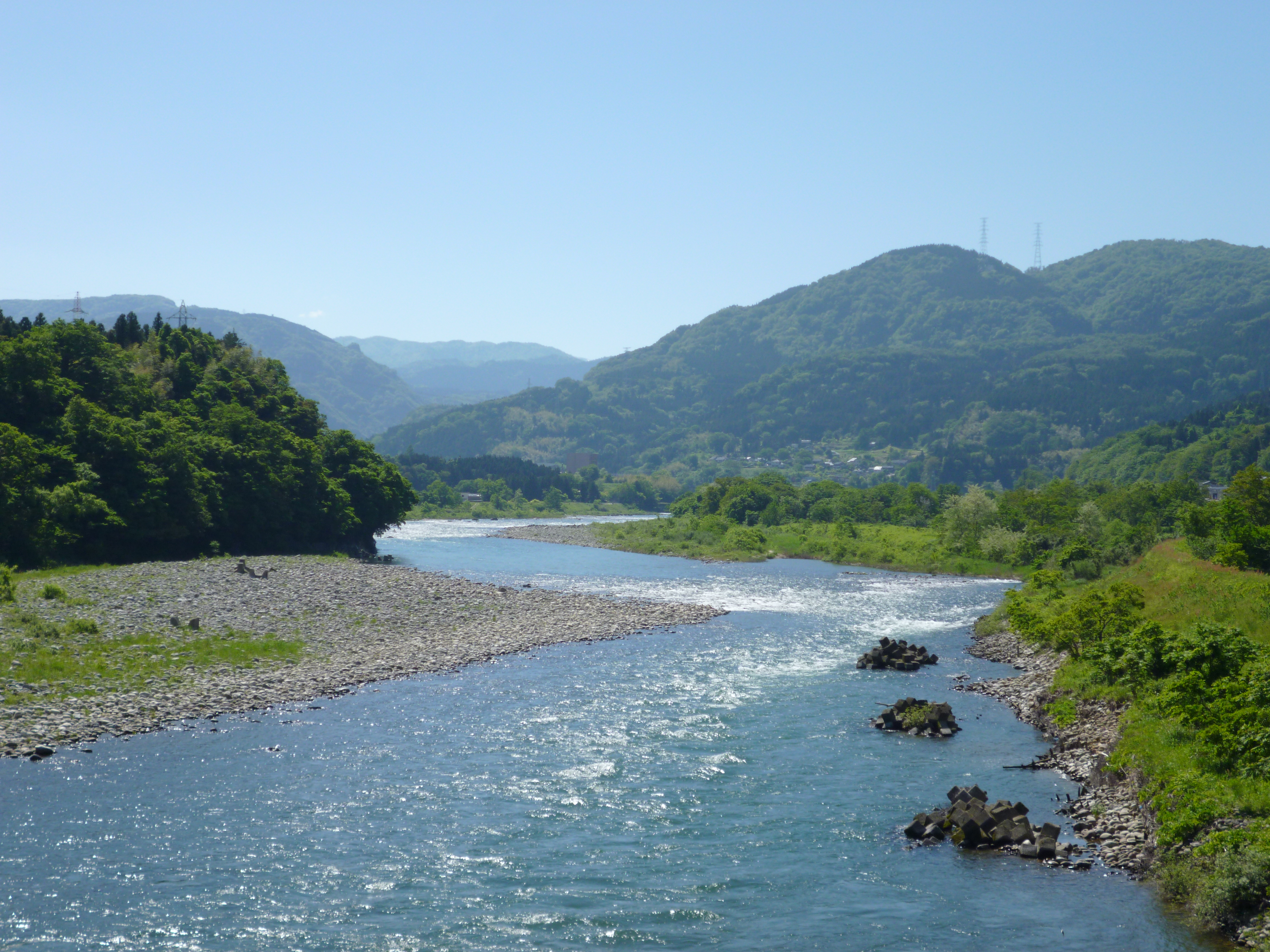
카드뮴 함유 산업 폐기물이 버려졌던 일본 도야마의 진즈강. 이로 인해 이타이타이병이 확산되기 시작했다.

시간이 지남에 따라 산업 폐기물로 배출된 카드뮴이 토양, 조류 및 하천 생물에 축적되기 시작했다. 그 결과 지역 식물성 플랑크톤과 조류 종들이 카드뮴을 대량으로 흡수하게 되었다. 이후 카드뮴은 먹이 그물을 통해 어류 소비자에게 전달되었다. 어류는 아가미에서 수동적인 운반을 통해 카드뮴을 생물학적으로 축적하기도 했다. 카드뮴은 어류에 악영향을 미쳐 내분비 교란과 번식 억제, 때로는 폐사를 초래했다.
주민들은 카드뮴의 위험성과 그 위험성에 대해 알지 못했기 때문에 진주의 물을 이용해 논에 관개했다. 카드뮴은 수용성이 높고 논에 장기간 노출되면 쌀이 빠르게 오염되고 독성이 강해졌다. 지역 주민들이 이 쌀과 식수를 섭취하면 카드뮴 체내 부담이 증가하여 이타이이타이병의 특징적인 증상이 직접적으로 나타났다. 카드뮴은 이제 논에 쉽게 흡수되어 쌀을 통해 식품 안전을 위협할 수 있기 때문에 가장 위험한 독성 금속 중 하나로 간주되고 있다.

### 인체 내 카드뮴 축적
이타이타이병 발병에 필요한 카드뮴 노출량을 추정하기 위해 수행된 연구에 따르면 인간의 평생 카드뮴 섭취 허용량(LCD)은 1.7~2.1g으로 나타났습니다. 이타이타이병이 처음 발병한 인구의 5%에서만 인식되었을 때, LCD 수치는 이미 2.6g으로 추정된다.
카드뮴은 주로 간과 신장에 축적되지만 신장에는 더 많은 영향을 미칩니다. 이타이타이병에서 나타나는 심각한 증상은 카드뮴에 장기간 노출된 직접적인 결과입니다.
신장이 광범위하게 손상되면 칼슘 항상성의 장애로 인해 영향을 받는 사람들은 근골격계 손상을 경험하기 시작합니다. 이 근골격계 손상은 이타이-이타이 질환을 특징짓는 뼈 통증과 뼈 변형의 원인입니다.

## 사회적 영향

### 법적조치
이타이타이병에 걸린 9명과 그 가족 20명으로 구성된 29명의 원고는 1968년 도야마현 법원에 미쓰이광업 및 제련 회사를 상대로 소송을 제기했다. 1971년 6월, 법원은 미쓰이광업 및 제련 회사에 유죄 판결을 내렸다. 이후 회사는 가나자와의 나고야 지방법원에 항소했지만 1972년 8월 항소가 기각되었다. 미쓰이광업 및 제련 회사는 피해를 입은 사람들의 의료비를 지불하고 주민들이 수행한 수질 모니터링 자금을 조달하며 질병에 걸린 사람들에게 배상금을 지급하기로 합의했습니다. 4대 오염 사건 중에서 피해를 입은 사람들이 법적 조치를 통해 거의 완전한 오염 통제를 달성한 것은 이타이타이병의 경우뿐이었다.
이타이이타이병에 걸렸다고 생각하는 사람은 일본 후생노동성에 연락하여 청구권을 평가받아야 한다. 이타이이타이병에 걸린 많은 사람들은 정부의 조치에 만족하지 못하고 공식 절차의 변경을 요구했다. 이로 인해 정부는 환자를 법적으로 인정하는 기준을 검토하게 되었고, 정부는 질병의 치료 방법도 재평가했다.
오염된 지역에 거주하고 신장 기능 장애와 뼈의 연화가 있는 경우 이타이이타이병에 걸린 것으로 간주되지만 심장 문제와 관련된 것은 아닙니다. 1967년 이후 법적으로 인정된 환자는 184명이며, 이 중 54명은 1980년부터 2000년까지 인정되었다. 추가로 388명이 잠재적인 환자로 확인되었는데, 아직 공식적으로 검사를 받지 않은 환자들입니다. 1993년 기준으로 이타이이타이병에 걸린 사람은 15명입니다.

### 복원과정
1972년 미쓰이 광업에 대한 원고들의 재판에서 승소한 후, 미쓰이 광업은 광산뿐만 아니라 주변 농지와 강 지역에 대한 정화 과정을 시작하기로 합의했다. 이 과정은 과학자들과 정부 관계자들로 구성된 팀이 실시한 첫 번째 현장 점검으로 시작되었다. 이러한 전체 현장 점검은 매년 계속 이루어지며, 추가적인 전문 점검은 연중 6-7회 실시됩니다. 이러한 전문 점검은 광산에서 발생하는 물을 특별히 모니터링하는데, 이는 높은 수준의 카드뮴이 포함되어 있어 분리하여 카미오카 광산 슬래그 덤프로 우회해야 하기 때문입니다. 물과 고체는 분리되어 처리된 후 광산을 떠나 주변 지역으로 지하수 오염이 없도록 합니다. 또한 아연 정제 과정의 공기 중 부산물에 카드뮴이 포함되지 않도록 처리 시설의 배기가스도 모니터링합니다.
소송 이후 지속적인 검사를 통해 카드뮴 수치가 상당히 감소한 것으로 나타났다. 1972년 월 35킬로그램(77파운드)이었던 카드뮴 폐기량이 2010년에는 월 3.8킬로그램(8.4파운드)으로 감소했고, 광산 배출물의 평균 카드뮴 농도는 1972년 9ppb에서 2010년 1.2ppb로 감소했으며, 먼지 수집 방법 개선에 따라 연기로 배출되는 카드뮴 총량은 1972년 월 5킬로그램(11파운드) 이상에서 2010년에는 월 0.17킬로그램(0.37파운드)으로 감소했다. 1996년에는 농경지의 평균 카드뮴 농도가 배경 수준인 0.1ppb로 되돌아갔으며, 이는 사소한 카드뮴 유출을 의미합니다. 이 소송은 성공적인 사례입니다.
카드뮴 오염은 광산 주변의 많은 농업 지역도 오염시켰다. 금속 오염에 대응하기 위해 일본 정부는 1970년 농지법에 토양 오염 방지법을 제정했다. 일본 정부는 토양에 카드뮴이 1ppm 이상 함유된 지역에서 토양 복원을 시행할 수 있도록 식재를 중단할 것을 명령했다. 1971년 도야마현에서 측량이 시작되었고, 1977년까지 진즈강변의 1,500헥타르(3,700에이커)가 토양 복원을 위해 지정되었다. 이 농부들은 도야마현 미쓰이광업 및 제련소와 국가 정부로부터 지난 몇 년간 농작물 손실과 생산 손실에 대한 보상을 받았다. 1992년 기준으로 오염된 면적은 400헥타르(990에이커)에 불과했다.
1992년 평균 연간 의료비 보상액은 7억 4,300만엔이였다. 농업 피해는 연간 17억 5,000만엔, 즉 연간 총 25억 1,800만엔으로 보상되었다. 강의 추가 오염을 줄이기 위해 매년 6억 2,000만엔 가량 추가로 투자되었다.
2012년 3월 17일, 관리들은 진즈강 유역의 카드뮴 오염 지역 정화 프로젝트를 마무리했다. 1979년 정화가 시작된 이후 총 407억엔의 비용을 들여 863헥타르(2,130에이커)의 표토가 교체되었다. 이 프로젝트는 일본 정부, 미쓰이광업, 기후현 및 도야마현 정부의 자금 지원을 받았다.

## 같이 보기
- 미나마타병